# Colegio Nuestra Señora del Pilar (Valencia)
El Colegio Nuestra Señora del Pilar (también conocido como El Pilar) es un colegio marianista católico, concertado en todas sus etapas actualmente. Es uno de los 20 centros de la red Colegios Marianistas, propiedad de la Fundación Educación Marianista Domingo Lázaro, de la Compañía de María (Marianistas). Se ubica en el número 35 de la avenida Blasco Ibáñez, en Valencia, España. Es habitualmente uno de los centros concertados más demandados de Valencia, siendo el que más demanda tuvo de éstos en el año 2020.

## Historia
La Compañía de María llegó a Valencia en 1933, cuando aceptó el ofrecimiento de trabajar en el Colegio Internado Malvarrosa, propiedad de los hermanos Bataller, para llevar dirección pedagógica del centro.
En 1935 quisieron vender el Colegio a los Marianistas, pero no hubo acuerdo. Pedían demasiado, y los marianistas decidieron retirarse. Al comunicarlo al arzobispo, Mons. Prudencio Melo y Alcalde, éste que conocía bien a los marianistas, les dijo: “Les he llamado varias veces a Valencia y no han venido. Pues ahora no se pueden ir, y deben quedarse el centro de la ciudad”. Y les ayudó a buscar un local provisional. En la calle Conde Altea 41, se empezó el 15 de septiembre de 1935 con tres clases de primaria. El Colegio se puso bajo el patronato de Nuestra Señora del Pilar, advocación muy querida del Beato Guillermo José Chaminade, que durante la Revolución Francesa, residió tres años en Zaragoza. En julio de 1936 empieza la guerra civil y los tres marianistas van a permanecer ocultos durante tres años, salvando la vida gracias a don Miguel Payá y familia, unas personas sencillas que les ampararon.
Al terminar la guerra civil se alquiló un palacio en la calle Caballeros n.º 39, donde había estado el Ministerio de Agricultura del gobierno de la República durante la guerra. Al final de ese curso 1939-1940 había 167 alumnos matriculados. Al curso siguiente ya eran 241. Fue en ese curso cuando llegó a instalarse el beato Santiago Gapp, sacerdote marianista austríaco, que venía perseguido por su actividad contra el nazismo. Santiago Gapp ejerció como capellán y profesor de alemán y latín.
En el curso 1944-1945 el Colegio tuvo su primera promoción de bachilleres: once en total. Pero el edificio se estaba quedando muy pequeño. Para los deportes, que se fomentaron desde el principio, se alquiló los jueves por la tarde el campo del Mislata Club de Fútbol, a donde se trasladaban en tranvía.
En el curso 1943-1944 la Segunda Enseñanza se trasladó a un edificio de la calle Palau 14. Solo se estuvo un curso, ya que el dueño vendió el edificio. Por entonces, las religiosas de Loreto estaban construyendo su nuevo colegio en la calle Salamanca y vendieron al Pilar el viejo caserón de la Plaza Conde Carlet. Allí se trasladó todo el Colegio y se empezó el curso 1945-1946 con 515 alumnos. Pero era una sede provisional, sobre todo al aumentar espectacularmente el número de alumnos, que se había ganada una fama de un fuerte espíritu de familia entre alumnos y profesores, buenos resultados en los exámenes oficiales y gran dedicación deportiva.
Había que buscar una solución definitiva. Se compraron unos terrenos en plena huerta, en el incipiente Paseo de Valencia al Mar, el n.º 63, justo donde quedaba interrumpido por el ferrocarril de Aragón. En octubre de 1957 se empezó el curso con 1115 alumnos matriculados y una nueva organización en su dirección.
Desde entonces los alrededores del Colegio han cambiado. Ya no hay huerta, sino grandes edificios. Incluso han cambiado los nombres de su ubicación. Se encuentra en la esquina de la Avenida de Cataluña con la Avenida de Blasco Ibáñez, nuevo nombre del Paseo de Valencia al Mar. Y su número es ahora el 35.
En 1996 se emprendió una remodelación de la parte central del edificio. Y así cuenta hoy con una hermosa capilla moderna y acogedora, un gimnasio, un amplio salón de actos y bastantes dependencias para actividades especiales. En 2009 se acomete la ampliación del edificio para albergar la Educación Infantil y el polideportivo.
El colegio El Pilar ha participado en numerosas ocasiones en la Fiesta del Corpus Christi (Valencia) interpretando misterios y danzas tradicionales.

## Propuesta pedagógica
El Colegio Ntra. Sra. del Pilar es una obra eclesial de educación cristiana. Está identificado con la misión de la Iglesia y su presencia en el campo educativo, promoviendo, a través de su labor cultural y formativa, la educación integral de las personas. El ideario del centro va ligado al carisma de la Compañía de María, con presencia en España desde 1887 cuando fundan el primer colegio en San Sebastián. Al año siguiente lo harán en Jerez de la Frontera y posteriormente en Vitoria y Cádiz. En poco tiempo hay un gran crecimiento, tanto de religiosos como de obras educativas. Entre otras razones, se debe al éxito de la propuesta pedagógica innovadora que aportan los marianistas y a la realidad social y religiosa de nuestro país en la primera mitad del siglo XX. El estilo pedagógico marianista se ha plasmado en cada uno de los centros, ofreciendo una educación de calidad a la sociedad española. Para ello ha sido significativo el liderazgo de algunos educadores marianistas como el P. Domingo Lázaro, figura clave no solo para los marianistas sino para la educación católica en España.

## Enseñanzas de régimen general
Actualmente, este centro está autorizado en los siguientes niveles:
- Educación Infantil (2º ciclo)
- Educación Primaria
- Educación Secundaria Obligatoria
- Bachillerato
- Educación Especial

En 2017, el Colegio Nuestra Señora del Pilar, de Valencia, y la Escuela Profesional La Salle, de Paterna, fueron los dos primeros centros que recurrieron una resolución de la Consellería de Educación por la que se denegaba la renovación del concierto educativo en unidades de Bachillerato y FP, entre los cursos 2017-18 y 2020-21.

## Obras de arte en el colegio
Las instalaciones cuentan con varias imágenes y esculturas que embellecen el colegio. Los artistas valencianos Nassio Bayarri, Premio Nacional de Escultura en 1954, y Manuel Hernández Mompó decoraron, entonces jóvenes, el hall y la capilla del colegio. A Nassio Bayarri se le deben los relieves de actividades escolares en el hall, un apostolado que corona la entrada de la iglesia y una gran Virgen del Pilar, actualmente cedida al colegio Santa María, de Logroño. También contiene obras del escultor vasco Antonio Oteiza así como del ceramista valenciano José Vicente Marco Giner.
En los últimos lustros las pinturas del pintor valenciano y antiguo alumno del colegio Luis Lonjedo decoran espacios y una importante colección de orlas de promociones de los alumnos.